# Selenicereus setaceus
Selenicereus setaceus és una espècie fanerògama que pertany a la família de les cactàcies (Cactaceae).

## Descripció
Selenicereus setaceus és una planta perenne carnosa que creix com epífita o litòfita amb tiges llargues de color verd clar, generalment triangulars (poques vegades de quatre a cinc vores) de 2 a 3 cm de diàmetre, que estan lleugerament acampanats a la vora. De les arèoles lleugerament elevades, separades entre 2 i 3 cm, en surten de 2 a 4 espines còniques i vermelloses, que després es tornen marrons i fan d'1 a 2 mm de llarg.
Les flors fan d'entre 25 a 30 cm de llarg, són blanques amb una base groguenca i verdoses a l'exterior. L'hipant notòriament irregular està cobert de llana una mica enfeltrada i espines curtes. El tub de la flor està cobert d'escates nues. Els fruits comestibles són ovoides i estan coberts per algunes truges. Els fruits, inicialment verds i molt voluminosos, es tornen vermells quan maduren i després gairebé no tenen protuberàncies.

## Distribució
Selenicereus setaceus és endèmica de l'Argentina (a les províncies de Corrientes i Misiones), Bolívia (al departament de Santa Cruz, Brasil i Paraguai. És una espècie rara en la vida silvestre i creix a baixes altituds de fins a 725 metres.

## Taxonomia
Selenicereus setaceus va ser descrita per (Salm-Dyck) A. Berger ex-Werderm. i publicat a Brasilien und seine Säulenkakteen 87, a l'any 1933.
Etimologia
Selenicereus: nom genèric es deriva del grec Σελήνη (Selene), la deessa de la lluna i cereus, que significa 'espelma' en llatí, en referència a les flors nocturnes.
setaceus: epítet llatí que vol dir "eriçat".
Sinonímia
- Cereus coccineus Salm-Dyck ex DC.
- Cereus setaceus Salm-Dyck
- Mediocactus hassleri (K. Schum.) Backeb.
- Mediocactus lindmanii (F.A.C. Weber) Backeb.
- Mediocactus setaceus (Salm-Dyck) Borg
- Selenicereus rizzinii Scheinvar.[4]